# Sybra spinosa
Sybra spinosa là một loài bọ cánh cứng trong họ Cerambycidae.